# Соловйовка (Полтавський район)
Соловйовка — село у Полтавському районі Омської області Росії. Адміністративний центр Соловйовського сільського поселення.

## Історія
Засноване у 1907 році. У 1928 році село складалося з 77 господарств, основне населення — українці. Центр Соловйовської сільради Полтавського району Омського округу Сибірського краю.

## Населення
| 1926 | 2010  |
| ---- | ----- |
| 411  | ↗1049 |